# Cucha Carvalheiro
Olinda Maria Carvalheiro Costa, mais conhecida por Cucha Carvalheiro, (Lisboa, 4 de junho de 1948) é uma actriz portuguesa. Foi directora do Teatro da Trindade entre 2009 e 2013.

## Biografia
Olinda Maria Carvalheiro Costa nasceu em 4 de junho de 1948, em Lisboa, irmã de José Fonseca e Costa.
[carece de fontes?]
Cucha Carvalheiro foi directora do Teatro da Trindade entre Setembro de 2009 e Fevereiro de 2013.
No teatro, Cucha Carvalheiro fez parte de vários elencos como do Teatro do Mundo, Teatro do Século, Comuna, Companhia Teatral do Chiado ou Escola de Mulheres - Oficina de Teatro.
No cinema participou como atriz em filmes como Silvestre (1981), Balada da Praia dos Cães (1987), Os Cornos de Cronos (1991), Cinco Dias, Cinco Noites (1996) e ou O Fascínio (2003). Cucha Carvalheiro participou ainda na dobragem de várias películas como Pinóquio 3000 (2004)
[carece de fontes?]

## Teatro
[carece de fontes?]
| Ano  | Título                      | Companhia/Grupo                                 | Ref.  |
| ---- | --------------------------- | ----------------------------------------------- | ----- |
| 1981 | Cogumelos                   | Teatro do Mundo                                 | [ 5 ] |
| 1985 | Embalagem Perdida           |                                                 | TV    |
| 1992 | Nápoles Milionária          | Companhia Teatral do Chiado                     | TV    |
| 2015 | Jardim Zoológico de Cristal | SLTM - São Luiz Teatro Municipal, Causas Comuns | [ 5 ] |

## Cinema
| Ano  | Título                   | Ref.  |
| ---- | ------------------------ | ----- |
| 1981 | Silvestre                | [ 6 ] |
| 1987 | Balada da Praia dos Cães | [ 6 ] |
| 1991 | Os Cornos de Cronos      | [ 6 ] |
| 1996 | Cinco Dias, Cinco Noites | [ 6 ] |
| 2003 | O Fascínio               | [ 6 ] |
| 2020 | Bem Bom                  |       |

### Dobragens
[carece de fontes?]
| Ano  | Filme                                | Voz original     | Personagem                  | Ref.        |
| ---- | ------------------------------------ | ---------------- | --------------------------- | ----------- |
| 1937 | Branca de Neve e os Sete Anões       | Lucille La Verne | Bruxa                       |             |
| 1941 | Dumbo                                | Verna Felton     | Matriarca                   |             |
| 1951 | Alice no País das Maravilhas         | Verna Felton     | Rainha de Copas             |             |
| 1959 | A Bela Adormecida                    | Verna Felton     | Flora                       |             |
| 1989 | A Pequena Sereia                     | Pat Carroll      | Úrsula                      |             |
| 1993 | We're Back! A Dinosaur's Story       | Julia Child      | Doutora Juliet Bleeb        |             |
| 1994 | O Rei Leão                           | Whoopi Goldberg  | Shenzi                      |             |
| 1997 | Flubber                              | Edie McClurg     | Martha George               |             |
| 1997 | Hércules                             | Paddi Edwards    | Átropos                     |             |
| 1998 | Mulan                                | Miriam Margolyes | Casamenteira                |             |
| 1999 | Toy Story 2                          | Estelle Harris   | Srª Cabeça de Batata        |             |
| 2000 | A Pequena Sereia II: Regresso ao Mar | Pat Carroll      | Morgana                     |             |
| 2001 | Harry Potter e a Pedra Filosofal     | Zoë Wanamaker    | Madame Hooch                |             |
| 2004 | O Rei Leão 3 - Hakuna Matata         | Whoopi Goldberg  | Shenzi                      |             |
| 2004 | Pinóquio 3000                        | Whoopi Goldberg  | Cyberina                    | [ 7 ] [ 8 ] |
| 2007 | Os Simpsons: o Filme                 | Tress MacNeille  | Curandeira Mulher dos gatos |             |
| 2010 | Toy Story 3                          | Estelle Harris   | Srª Cabeça de Batata        |             |
| 2012 | Dance!                               |                  | Estela                      | [ 9 ]       |
| 2017 | Coco                                 | Renée Victor     | Abuelita                    |             |

## Televisão
| Ano     | Título                        | Personagem              | Ref.                  |
| ------- | ----------------------------- | ----------------------- | --------------------- |
| 1986    | Ora Agora Conto Eu...         | Narradora               | [ 6 ]                 |
| 1992    | A Esfera de Ki                |                         | [ 6 ]                 |
| 1994    | Sozinhos em Casa              |                         | [ 6 ]                 |
| 1994    | Na Paz dos Anjos              | Laurinda                | [ 6 ]                 |
| 1996    | Polícias                      | Bia                     | [ 6 ]                 |
| 1997    | A Mulher do Senhor Ministro   | Odete                   | [ 6 ]                 |
| 1997    | Meu Querido Avô               | Professora Otília       | [ 6 ]                 |
| 1997    | A Grande Aposta               | Stella Rodrigues        | [ 6 ]                 |
| 1998    | Ballet Rose                   | Catarina                | [ 6 ]                 |
| 1998    | Os Lobos                      | Guida                   | [ 6 ]                 |
| 1999    | Esquadra de Polícia           | Helena Simões           | [ 6 ]                 |
| 1999    | Jornalistas                   | Marta Costa             | [ 6 ]                 |
| 2000    | A Febre do Ouro Negro         | Vizinha                 | [ 6 ]                 |
| 2001    | O Processo dos Távora         |                         | [ 6 ]                 |
| 2001    | Olhos de Água                 | Emília                  | [ 6 ]                 |
| 2001    | O Bairro da Fonte             |                         | [ 6 ]                 |
| 2002    | Super Pai                     | Irmã Esmeralda          | [ 6 ]                 |
| 2002    | O Olhar da Serpente           | Amélia Costa Moreira    | [ 6 ]                 |
| 2004    | Baía das Mulheres             | Irmã Gabriela           | [ 6 ]                 |
| 2005    | Inspector Max                 |                         | [ 6 ]                 |
| 2006    | Quando os Lobos Uivam         |                         | [ 6 ]                 |
| 2007    | Chiquititas                   | Teresa                  | [ 6 ]                 |
| 2007    | Vingança                      | Sara Batalha            | [ 6 ]                 |
| 2008    | Casos da Vida                 | Dr.ª Cardoso            | [ 6 ]                 |
| 2008    | Flor do Mar                   | Mercês Cardoso          | [ 6 ]                 |
| 2010    | 37                            | Carmen                  | [ 6 ]                 |
| 2011    | Tempo Final                   | Helena                  | [ 6 ]                 |
| 2012    | O Marceneiro                  | Rosa                    | [ 6 ]                 |
| 2012    | A Morte dos Tolos (Telefilme) |                         | [ 6 ]                 |
| 2013    | Depois do Adeus               | Cidália Figueiredo      | [ 6 ]                 |
| 2014    | O Beijo do Escorpião          |                         | [ 6 ]                 |
| 2015    | A Única Mulher                | Lurdes                  | [ 6 ]                 |
| 2018    | 3 Mulheres                    | Herculana               | [ 6 ] [ 10 ]          |
| 2020-21 | Bem Me Quer                   | Júlia Trindade de Sousa | Elenco Principal      |
| 2022    | Quero é Viver                 | Domingas Amado          | Participação Especial |
| 2024    | A Filha                       | Laura                   | Elenco Principal      |
| 2025    | Vizinhos para sempre          | Alda                    | Elenco Principal      |

## Prémios e distinções
- Troféu Nova Gente (Revelação 1985)[5]
- Sete de Ouro (Revelação 1985)[5]
- Prémio da Revista Mulheres (1985)[5]
- Globo de Ouro (2005) Melhor Actriz de Teatro[5]